# Mare de Déu de Fontfreda
La Mare de Déu de Fontfreda és l'actual església parroquial del poble de Vingrau, a la comarca del Rosselló (Catalunya Nord).
Està situada a l'extrem sud-oest del poble de Vingrau, al costat de ponent de la Casa del Comú, a la mateixa plaça de la República on hi ha també l'Escola del poble i l'accés a la petita zona esportiva municipal de les Olivedes.

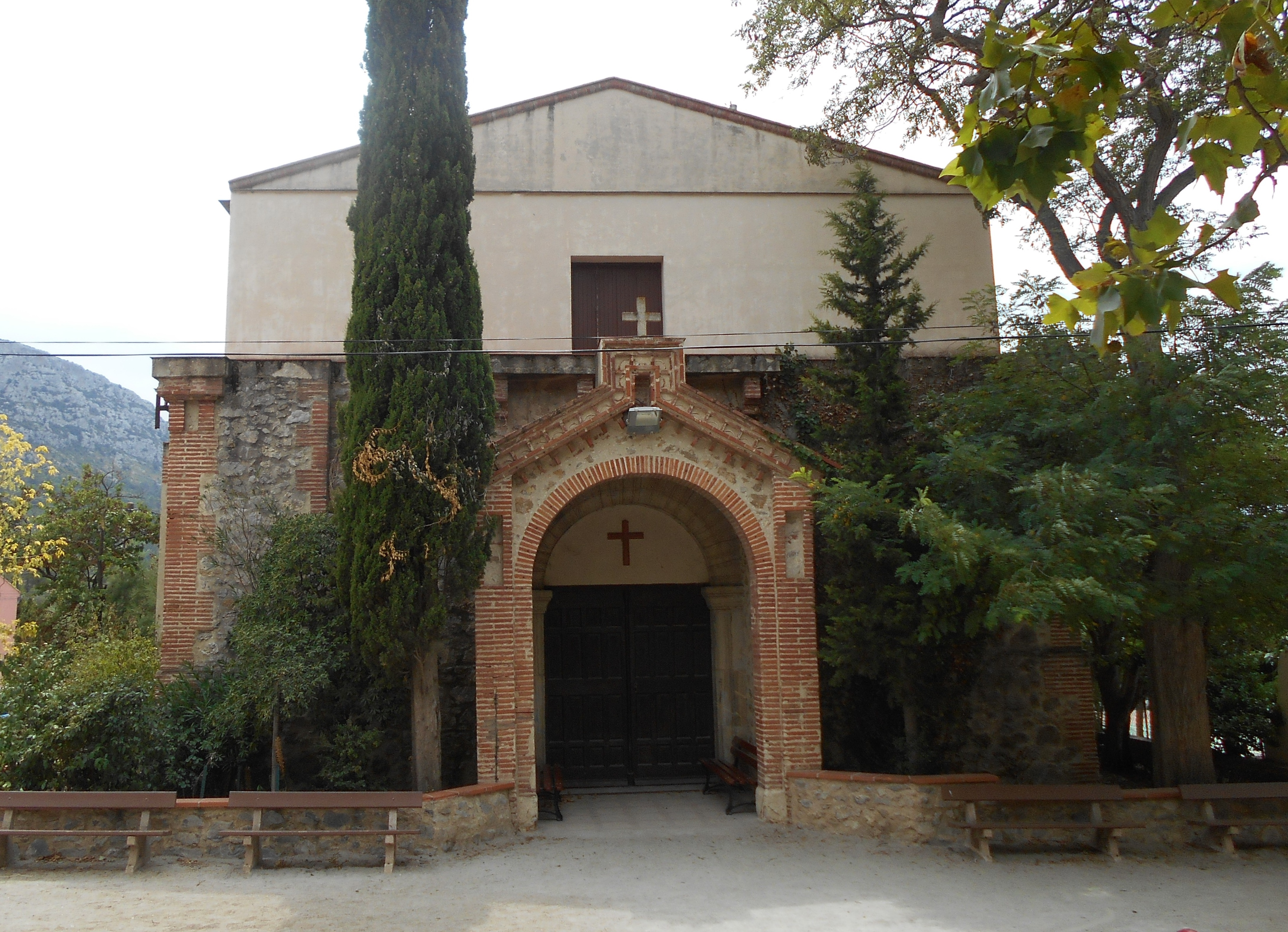
Façana de llevant de l'església